# 3076 Ґарбер
3076 Ґарбер (3076 Garber) — астероїд головного поясу, відкритий 13 вересня 1982 року.
Тіссеранів параметр щодо Юпітера — 3,601.